# Vem?
Wikipedia-mallen för vessleord eller försåtliga referenser, [vem?]; se Mall:Vem
Vem? är ett studioalbum av det svenska dansbandet Grönwalls, släppt 1999 på Frituna. Det placerade sig som bäst på 17:e plats på den svenska albumlistan. Låten "I varje andetag" som låg på svensktoppen. På albumet finns även covers på Björn Skifs gamla hitlåt "Hooked on a Feeling", och Lalla Hanssons "Anna och mej".

## Låtlista
1. Vem?
2. Stoppa klockan
3. I varje andetag
4. Hooked on a Feeling
5. Min tanke är hos dig
6. Glöm ej ta mig med
7. Anna och mej (Me and Bobby McGee)
8. Be mig stanna kvar
9. Nånstans i det blå
10. Min kärlek är du
11. Ju mer jag ser dig
12. En natt med dig
13. Ett tomt och öde hus
14. Då kan jag lova dig kärlek
15. Never Again, Again

## Listplaceringar
| Lista (1999) | Topplacering |
| ------------ | ------------ |
| Sverige      | 17           |